# Xiphophyllum verrucosum
Xiphophyllum verrucosum är en insektsart som först beskrevs av Brunner von Wattenwyl 1895.  Xiphophyllum verrucosum ingår i släktet Xiphophyllum och familjen vårtbitare. Inga underarter finns listade i Catalogue of Life.